# کریستوفر ابوت
کریستوفر جیکوب ابوت (انگلیسی: Christopher Jacob Abbott؛ زادۀ ۱۰ فوریه ۱۹۸۶) بازیگر آمریکایی است. ابوت بیشتر برای ایفای نقش چارلی داتولو در مجموعۀ کمدی-درام اچ‌بی‌او، دختران و میسون تانتی در گناهکار شناخته شده‌است. ابوت همچنین فعالیت گسترده‌ای در تئاتر داشته‌‌است و در تولیدات مختلف برادوی و آف برادوی اجرا کرده‌است.
ابوت نخستین تجربه بازیگری خود را با فیلم مارتا مارسی می مارلین (۲۰۱۱) رقم زد. در سال ۲۰۱۵، او نقش اصلی را در فیلم تحسین‌شده جیمز وایت ایفا کرد و در سال بعد، در کنار جوئل اجرتون در فیلم ترسناک در شب می‌آید به ایفای نقش پرداخت. در سال ۲۰۱۸، ابوت نقش دیوید اسکات را در فیلم نخستین انسان به کارگردانی دیمین شزل به تصویر کشید و در فیلم وکس نیز حضور یافت. او در سال ۲۰۱۹ نقش اصلی را در مینی‌سریال تبصره۲۲ که اقتباسی از رمانی به همین نام است، ایفا کرد که به موجب آن نامزد دریافت جایزۀ گلدن گلوب بهترین بازیگر مرد – مجموعه تلویزیونی کوتاه یا فیلم تلویزیونی گردید. او در سال ۲۰۲۰، به عنوان بازیگر نقش مکمل در فیلم‌های خرس سیاه ، متصرف و دنیای پیش رو ظاهر شد.

## اوایل زندگی
کریستوفر جیکوب ابوت در ۱۰ فوریه ۱۹۸۶ در گرینویچ، کنتیکت متولد شد. او یک خواهر بزرگتر از خودش به نام کریستینا دارد. ابوت خودش را «اروپایی-آمریکایی» با اجداد پرتغالی و اروپای شرقی توصیف کرده‌است. او دوران کودکی خود را در محله‌ای ایتالیایی-آمریکایی در نزدیکی گرینویچ گذراند و در استمفورد بزرگ شد. ابوت در نوجوانی در مغازه ویدئو فروشی محلی و شراب فروشی دوستش کار می‌کرد.
ابوت پیش از تحصیل رشته بازیگری در اچ‌بی استودیو، در کالج منطقه‌ای نورواک شرکت کرده‌بود. او در سال ۲۰۰۶ به نیویورک نقل مکان کرد.

## زندگی شخصی
ابوت در نیویورک زندگی می‌کند. اون از جان کاساوتیس به عنوان الگوی زندگی‌اش یاد می‌کند.

## فیلم‌شناسی

### فیلم
| سال  | عنوان                 | نقش                        | یادداشت |
| ---- | --------------------- | -------------------------- | ------- |
| ۲۰۱۱ | مارتا مارسی می مارلین | مکس                        |         |
| ۲۰۱۴ | یک سال بسیار خشن      | لوئیس سرویدیو              |         |
| ۲۰۱۵ | جیمز وایت             | جیمز وایت                  |         |
| ۲۰۱۵ | فعالیت‌های جنایی       | وارن                       |         |
| ۲۰۱۶ | ویسکی تانگو فاکسترات  | فهیم احمدزی                |         |
| ۲۰۱۷ | ویرجینیای شیرین       | ال‌وود                      |         |
| ۲۰۱۷ | در شب می‌آید           | ویل                        |         |
| ۲۰۱۸ | نخستین انسان          | دیوید اسکات                |         |
| ۲۰۱۸ | وکس لوکس              | روزنامه‌نگار                |         |
| ۲۰۲۰ | خرس سیاه              | گیب                        |         |
| ۲۰۲۰ | متصرف                 | کالین تیت                  |         |
| ۲۰۲۰ | دنیای پیش رو          | فینی                       |         |
| ۲۰۲۱ | بخشیده‌شده             | تام دی                     |         |
| ۲۰۲۲ | بیچارگان              | سر اوبری د لا پل بلسینگتون |         |

### تلویزیون
| سال       | عنوان                  | نقش          | یادداشت                   |
| --------- | ---------------------- | ------------ | ------------------------- |
| ۲۰۱۰      | نظم و قانون: قصد جنایی | کایل وایلر   | قسمت: «فرزندان گمشده خون» |
| ۲۰۱۶–۲۰۱۲ | دختران                 | چارلی داتولو | ۱۳ قسمت                   |
| ۲۰۱۷      | گناهکار                | میسون تانتی  | فصل ۱، ۷ قسمت             |
| ۲۰۱۹      | تبصره۲۲                | جان یوساریان | نقش اصلی                  |

## تئاتر
| سال  | عنوان             | نقش                | تئاتر                      | یادداشت |
| ---- | ----------------- | ------------------ | -------------------------- | ------- |
| ۲۰۰۸ | پسران خوب و حقیقی | جاستین             | تئاتر سکند استیج           |         |
| ۲۰۰۸ | دهان به دهان      | فیلیپ              | تئاتر آکورن                |         |
| ۲۰۱۰ | آن چهره           | هنری               | باشگاه تئاتر منهتن         |         |
| ۲۰۱۱ | خانه برگ‌های آبی   | رونی شانسی         | تئاتر والتر کر             |         |
| ۲۰۱۵ | احمق برای عشق     | مارتین             | جشنواره تئاتر ویلیامز تاون |         |
| ۲۰۱۶ | خال گل سرخ        | آلوارو مانجاکاوالو | جشنواره تئاتر ویلیامز تاون |         |

## جوایز و نامزدی‌ها
| سال  | جایزه                         | دسته‌بندی                                                     | اثر                   | نتیجه    |
| ---- | ----------------------------- | ------------------------------------------------------------ | --------------------- | -------- |
| ۲۰۱۱ | گاتهام                        | بهترین گروه بازیگری                                          | مارتا مارسی می مارلین | نامزدشده |
| ۲۰۱۵ | انجمن منتقدان فیلم شیکاگو     | بهترین بازیگر مرد                                            | جیمز وایت             | نامزدشده |
| ۲۰۱۵ | جشنواره بین‌المللی فیلم شیکاگو | هنرمند نوظهور                                                | جیمز وایت             | پیروز    |
| ۲۰۱۵ | جامعه منتقدان فیلم دیترویت    | بهترین بازیگر مرد                                            | جیمز وایت             | نامزدشده |
| ۲۰۱۵ | گاتهام                        | بهترین بازیگر مرد                                            | جیمز وایت             | نامزدشده |
| ۲۰۱۵ | ایندیپندنت اسپیریت            | بهترین بازیگر نقش اول مرد                                    | جیمز وایت             | نامزدشده |
| ۲۰۲۰ | گلدن گلوب                     | بهترین بازیگر مرد – مجموعه تلویزیونی کوتاه یا فیلم تلویزیونی | تبصره۲۲               | نامزدشده |